# Hřbitov ha-Darom
Hřbitov ha-Darom (hebrejsky בית הקברות הדרום‎, bejt ha-kvarot ha-Darom, oficiálně bejt he-almin ha-Darom, בית העלמין הדרום‎, doslova Jižní hřbitov, též hřbitov Bat Jam, בית העלמין בת ים‎, bejt he-almin Bat Jam) je hřbitov v jihozápadní části aglomerace Tel Avivu v Izraeli.

## Geografie
Leží na pomezí katastru měst Bat Jam, Cholon a Rišon le-Cijon, cca 2 kilometry od pobřeží Středozemního moře, 9 kilometrů jižně od centra Tel Avivu, v nadmořské výšce cca 20 metrů. Po jeho východní straně prochází dálnice číslo 20, podél severní strany vede ulice ha-Komemijut. U dálnice číslo 20 stojí železniční stanice Bat Jam Komemijut na železniční trati Tel Aviv – Bnej Darom, zprovozněná roku 2011.

## Dějiny
Byl otevřen roku 1964. Plocha hřbitova tehdy dosahovala 500 000 čtverečních metrů. Později byl rozšířen a má nyní cca 800 000 čtverečních metrů. Původní hlavní brána hřbitova vedla směrem k městu Cholon a tak se mu dlouho říkalo hřbitov Cholon. Teprve později vyrostl i vchod k Bat Jamu. Pohřbeno je tu cca 200 000 lidí. Dále je tu pomník obětem holokaustu.